# 圣战者报
《圣战者报》（法語：El Moudjahid）是非洲国家阿尔及利亚发行的一份法文报纸，创办于1965年，曾是民族解放陣線的喉舌，其日销量居该国之冠。